# Kontélé
Kontélé est une localité située dans le département de Bokin de la province du Passoré dans la région Nord au Burkina Faso.

## Géographie
Kontélé est situé à 5 km au sud du centre de Bokin, le chef-lieu du département, à 4 km au sud-est de Séguédin et à environ 50 km à l'est de Yako.

## Santé et éducation
Le centre de soins le plus proche de Kontélé est le centre de santé et de promotion sociale (CSPS) de Séguédin tandis que le centre médical avec antenne chirurgicale (CMA) de la province se trouve à Yako.
Kontélé possède une écoles primaire soutenue par l'association Lagem Taaba.